# 39/Smooth
39/Smooth is het debuutalbum van de Amerikaanse punkband Green Day.

## Nummers
1. "At the Library" - 2:28
2. "Don't Leave Me" - 2:39
3. "I Was There" - 3:36
4. "Disappearing Boy" - 2:52
5. "Green Day" - 3:29
6. "Going to Pasalacqua" - 3:30
7. "16" - 3:24
8. "Road to Acceptance" - 3:35
9. "Rest" - 3:05
10. "The Judge's Daughter" - 2:34

## Band
- Billie Joe Armstrong - gitaar, zang
- Mike Dirnt - basgitaar, achtergrondzang
- Al Sobrante - drums